# Otto Wolf (Komponist)
Otto Wolf (* 27. Dezember 1849 in Bernburg (Saale); † 29. April 1917 in Maastricht) war ein niederländischer Komponist, Dirigent und Konservatoriumsdirektor deutscher Abstammung.

## Leben
Louis Carl Otto Wolf wurde am 27. Dezember 1849 als Sohn von Andreas Wolf und dessen Ehefrau Wilhelmine, geb. Gessner in Bernburg an der Saale geboren. Seine musikalische Ausbildung erhielt er durch Theodor Kullak (Klavier) und Friedrich Kiel (Komposition) im Berlin der frühen 1870er Jahre. Außerdem studierte er von 1870 bis 1872 Violine bei dem Brahms-Freund Joseph Joachim an der Königlichen Akademischen Hochschule für Musik in Berlin.
Eine erste Anstellung erhielt Otto Wolf als Violinist an der Mecklenburg-Schweriner Hofkapelle. Sein weiterer Lebensweg führte ihn nach Heilbronn, wo er ab 1876 als erster städtischer Musikdirektor wirkte. Hier lernte er auch seine spätere Ehefrau Marie Oechsle kennen und es wurden 1879 seine Tochter Clara Auguste Emma sowie 1882 sein Sohn Cuno geboren. 1883 zog die Familie ins niederländische Maastricht, wo Otto Wolf Direktor des soeben neu gegründeten Konservatoriums und Dirigent des ebenfalls neu ins Leben gerufenen Maastrichter Orchesters wurde. 1884 wurde hier seine zweite Tochter Mina Helena Elsa geboren und 1899 nahm er die holländische Staatsbürgerschaft an. Otto Wolf verstarb am 29. April 1917 im Alter von 67 Jahren in Maastricht.

## Werke (Auswahl)
- 4 Symphonien
- Air für Streichorchester op. 67
- Konzertouvertüre für Harmoniemusik op. 27
- Konzertouvertüre d-Moll für Orchester op. 38
- Trauerklänge für Orchester oder Klavier (1889)